# 池上千寿子
池上 千寿子（いけがみ ちずこ、1946年11月21日 - ）は、日本の女性史家、性科学者、文筆家、翻訳家。

## 人物
北海道生まれ。1965年に東京教育大学附属高等学校（現・筑波大学附属高等学校）卒業。1969年東京大学教養学部教養学科アメリカ科卒業。
育児雑誌編集長、1972年『アメリカ女性解放史』を刊行、1982年ハワイ大学環太平洋性・社会研究所研究員、『シングル・マザー』を刊行し、この言葉を広めた。
フェミニスト的な著書などを刊行したのち、1992年「HIVと人権・情報センター」東京支部代表、東京都エイズ専門家会議委員。
1994年エイズ予防啓発団体「ぷれいす東京」代表（のちNPO）、日本性教育協会理事、2000年厚生労働省エイズ対策研究事業主任研究者、慶應義塾大学非常勤講師、厚生科学審議会感染症分科会エイズ専門委員、厚生労働省エイズ発生動向調査委員会委員。
2005年エイボン女性教育賞受賞。2006年エイズ予防財団、性と健康医学財団各理事。
2009年日本エイズ学会第6回学会賞（シミック賞）受賞、2016年社会貢献支援財団より社会貢献者表彰。

## 著書
- 『アメリカ女性解放史』亜紀書房 1972
- 『女は男より優秀である』ごま書房（ゴマブックス）1979
- 『やがて悲しいアメリカ人』はまの出版 1988
- 『性ってなんだろう』大修館書店 1989
- 『男女交際ってなんだろう 日米学校事情』大修館書店 1991
- 『アダムとイブのやぶにらみ 刺激的ヒューマン・ウォッチングのすすめ』はまの出版 1996
- 『思いこみの性、リスキーなセックス』岩波書店、2011
- 『21世紀の課題=今こそ、エイズを考える』日本性教育協会 性教育ハンドブック 2011
- 『性について語ろう 子どもと一緒に考える』岩波ブックレット 2013

### 編著
- 『シングル・マザー 結婚を選ばなかった女たちの生と性』学陽書房 1982
- 『エイズ 性・愛・病気』ミルトン・ダイアモンド共著 現代書館 1988
- 『中学生がつづるわたしと彼の愛とセックス』 はまの出版 1991

### 翻訳
- ウェザーマン地下組織『アメリカ革命宣言』三一書房 1975
- ジョン・ブッセマン（作）、マリー・セブリン（画）『ミズ・マーベル1』小野耕世（監修）光文社 1978
- ダイヤグラム・グループ『ウーマンズ・ボディー』根岸悦子共訳 鎌倉書房 1980
- コンフォート夫妻『思春期ブック』根岸悦子共訳 富士見書房 1982
- マジョリー・フィスク『中年期 充実の世代と危機』鎌倉書房 1982
- リオノア・タイファー『人間の性と心 セクシュアリティを考える』鎌倉書房 1982
- マイケル・アージル、ピーター・トラウアー『対人学 コミュニケーションの方法』鎌倉書房 1982
- ダイヤグラム・グループ『Sex』根岸悦子共訳 鎌倉書房 1982
- ジョン・コンガー『思春期・青年期 抑圧された世代』鎌倉書房 1983
- ロゼッタ・ライツ『積極的に生きる更年期』根岸悦子共訳 鎌倉書房 1983
- レオナルド・クリスタル『生きやすくする心理学入門』鎌倉書房 1983
- ロバート・カステンバウム『老年期 高年齢の心理学』鎌倉書房 1983
- チャールズ・スピールバーガー『ストレスと不安 危機をどうのりきるか』鎌倉書房 1983
- M.コマロフスキー『男らしさのジレンマ 性別役割の変化にとまどう大学生の悩み』福井浅子共訳 家政教育社 1984
- マルコム・ポッツ『文化としての妊娠中絶』根岸悦子共訳 勁草書房 1985
- ジョー・ダーデン＝スミス、ダイアン・シモーヌ『セックス&ブレイン 「女と男」の科学最前線』根岸共訳 工作舎 1985
- ミルトン・ダイアモンド『セックスウォッチング 人間の性行動学』根岸共訳 小学館 1986
- ルース・ウエストハイマー『グッド・セックス ドクター・ルースの電話相談』根岸共訳 勁草書房 1988
- W.マスターズ『蔓延の構図 激増する普通人のエイズ感染』太田出版 1989
- アン・ファウストースターリング『ジェンダーの神話 「性差の科学」の偏見とトリック』根岸共訳 工作舎 1990
- エドワード・ショーター『女の体の歴史』太田英樹共訳 勁草書房 1992
- ローリー・シュロフ、マルシア・ヤドキン『カップル・コミュニケーション 夫婦、恋人、友だち-男女の会話の高級テクニック』はまの出版 1997
- アビゲイル・ヴァン・ビュレン『長い人生を生きる知恵』すずさわ書店 1997
- ジェイムズ・ファローズ『アメリカ人はなぜメディアを信用しないのか 拝金主義と無責任さが渦巻くアメリカ・ジャーナリズムの実態』はまの出版 1998
- ルース・ウエストハイマー『Dr.ルースのセイファー・セックス・ガイド 安心できるともっと感じる』勁草書房 1999